# Planet Funk
I Planet Funk sono un gruppo musicale italiano, fondato nel 1999 dai due tastieristi Marco Baroni e Alex Neri, dal bassista Sergio Della Monica e dal chitarrista Domenico Canu.

## Storia

### Inizi
Il gruppo nasce dalla fusione tra la vecchia formazione dei napoletani Souled Out (Alessandro Sommella, Domenico "GG" Canu e Sergio Della Monica) e i sarzanesi Kamasutra, ovvero Marco Baroni ed Alex Neri.
Entrambi i gruppi avevano alle spalle un’esperienza consolidata: i Souled Out erano già noti nei primi anni novanta grazie al successo internazionale dei singoli Shine on e Stuck on love (quest’ultimo cantato da Dee Lewis), mentre i Kamasutra avevano realizzato un remix di successo della canzone di Karen Ramirez Lies e il loro brano Where is the love era stato tra i tormentoni dell’estate 1999. Inoltre nel 1996 il loro brano Happiness arrivò al quinto posto nelle classifiche dance americane.
Il primo successo del gruppo arriva alla fine del 2000 con Chase The Sun, cantata dalla finlandese Auli Kokko, che riprende la melodia di “Alla luce del giorno”, composta nel 1969 da Ennio Morricone per la colonna sonora del film Metti, una sera a cena. La canzone ottiene ottimi risultati anche all’estero, arrivando alla quinta posizione nella classifica dei singoli più venduti nel Regno Unito a febbraio 2001.
Nella primavera del 2001 esce Inside all the People, cantata dall’inglese Dan Black, con cui i Planet Funk stringono un fortunato sodalizio. Pur non riscuotendo lo stesso successo di Chase the Sun, il brano contribuisce a far conoscere ancora di più il gruppo, che viene invitato ad esibirsi all’Italian Dance Award di quell’anno .

### Non Zero Sumness(2002-2004)
Nel 2002 esce Non Zero Sumness, primo album del gruppo che contiene, oltre ai singoli già pubblicati fino ad allora, i singoli Who Said e The Switch, con cui il gruppo partecipa al Festivalbar. Nello stesso anno il gruppo vince gli Italian Music Awards nelle categorie “Miglior gruppo italiano” e “Miglior rivelazione italiana” e l’album ottiene il disco d'oro sia nell’edizione originale sia nella ripubblicata Non zero sumness plus one, che contiene un nuovo brano (One Step Closer) realizzato in collaborazione con i Simple Minds.
Nel 2003 i Planet Funk si esibiscono all’ExtraFestival di Torino insieme agli Underworld e al Coca-Cola Live MTV insieme ad Alex Britti e ai Negramaro.

### The Illogical ConsequenceeThe Static(2005-2010)
Sciolto il sodalizio con Dan Black, che lascia per concentrarsi sul suo gruppo The Servant, il 25 febbraio 2005 il gruppo pubblica Stop me, cantato dall'inglese  John Graham e scelto dalla Coca Cola per uno spot televisivo. Il singolo anticipa il secondo album The Illogical Consequence, seguito nell'autunno 2006 da Static, il cui omonimo singolo viene incluso nella colonna sonora del videogioco FIFA 08; all'inizio del 2009 il gruppo pubblica il singolo Lemonade.

### Ingresso di Alex Uhlmann eThe Great Shake(2011-2017)
Nel 2011 il  gruppo incide il nuovo singolo Another Sunrise, che vede il debutto del nuovo cantante Alex Uhlmann. Il brano, a sua volta trainato dalla sua inclusione in uno spot televisivo della Hyundai, è il primo singolo estratto dall'album The Great Shake, uscito il 20 settembre 2011, con la partecipazione di Giuliano Sangiorgi, leader dei Negramaro, come cantante in Ora il mondo è perfetto. Nello stesso anno prende parte agli MTV Days di Torino.
Sempre nel 2011 riscuote molto successo la cover della canzone di Nancy Sinatra These Boots Are Made for Walkin', realizzata per il film La kryptonite nella borsa di Ivan Cotroneo e nel 2012 per gli spot di Wind con Aldo,  Giovanni e Giacomo. Lo stesso regista ha diretto e sceneggiato anche il videoclip ufficiale della canzone, in cui compaiono alcuni attori del film come Luca Zingaretti, Valeria Golino, Cristiana Capotondi e Libero De Rienzo, oltre gli stessi Planet Funk. Il brano viene poi scelto come  colonna sonora dello spot del campionato europeo di calcio 2012.
Il 13 ottobre 2015 viene pubblicato il singolo We-people, destinato a promuovere la campagna globale di Save the Children per combattere la mortalità infantile. L’anno successivo viene anche annunciato un nuovo album, intitolato Recall, la cui uscita è inizialmente prevista per l’autunno del 2017, poi rimandata alla primavera del 2019 e infine a data da destinarsi, nonostante per promuoverlo la band intraprenda un tour che vede il ritorno di Dan Black.
Nel 2017 i Planet Funk si esibiscono in occasione del Concerto del Primo Maggio con Another Sunrise, Non Stop e Who Said (Stuck in the UK) e il 14 luglio pubblicano il singolo You Can Be.

### Scomparsa di Sergio Della Monica (2018)
Sempre nel 2017 il bassista e co-fondatore Sergio Della Monica, da anni sottoposto a dialisi, lascia il gruppo a causa dell'aggravarsi delle sue condizioni di salute. Muore Il 18 febbraio 2018 a 58 anni, a causa di una polmonite.

### 20 anni di carriera (2018-2022)
Il 13 dicembre 2018 i Planet Funk pubblicano il nuovo singolo All On Me, mentre il 20 febbraio 2020 i Planet Funk pubblicano 20:20, una raccolta che celebra i 20 anni di carriera della band, prodotta da Sergio Cerruti per Just Entertainment e rimasterizzata agli Abbey Road Studios di Londra.

### Nuovo album e scomparsa di "Gigi" Canu (2023-2025)
il 6 gennaio 2023 i Planet Funk pubblicano il nuovo singolo The World's End, il primo del nuovo album, in uscita nell'autunno del 2023. Il 2 giugno viene distribuito il secondo singolo, Any Given Day. Il brano diventa la colonna sonora dello spot di Vodafone. L'album è stato interamente mixato e masterizzato da Cenzo Townshend e dagli Abbey Road Studios di Londra.
Il 26 maggio 2025 scompare a 66 anni il chitarrista Domenico "Gigi" Canu, sette anni dopo l'amico ed ex compagno Sergio Della Monica.

## Influenze
Le maggiori influenze del gruppo sono Depeche Mode, Gary Numan, The Alan Parsons Project, King Crimson, The Police, Clash, Stevie Wonder, Brian Eno, David Bowie, Underworld, The Killers, Leftfield, Cocteau Twins, New Order, Chemical Brothers e Daft Punk.

## Formazione

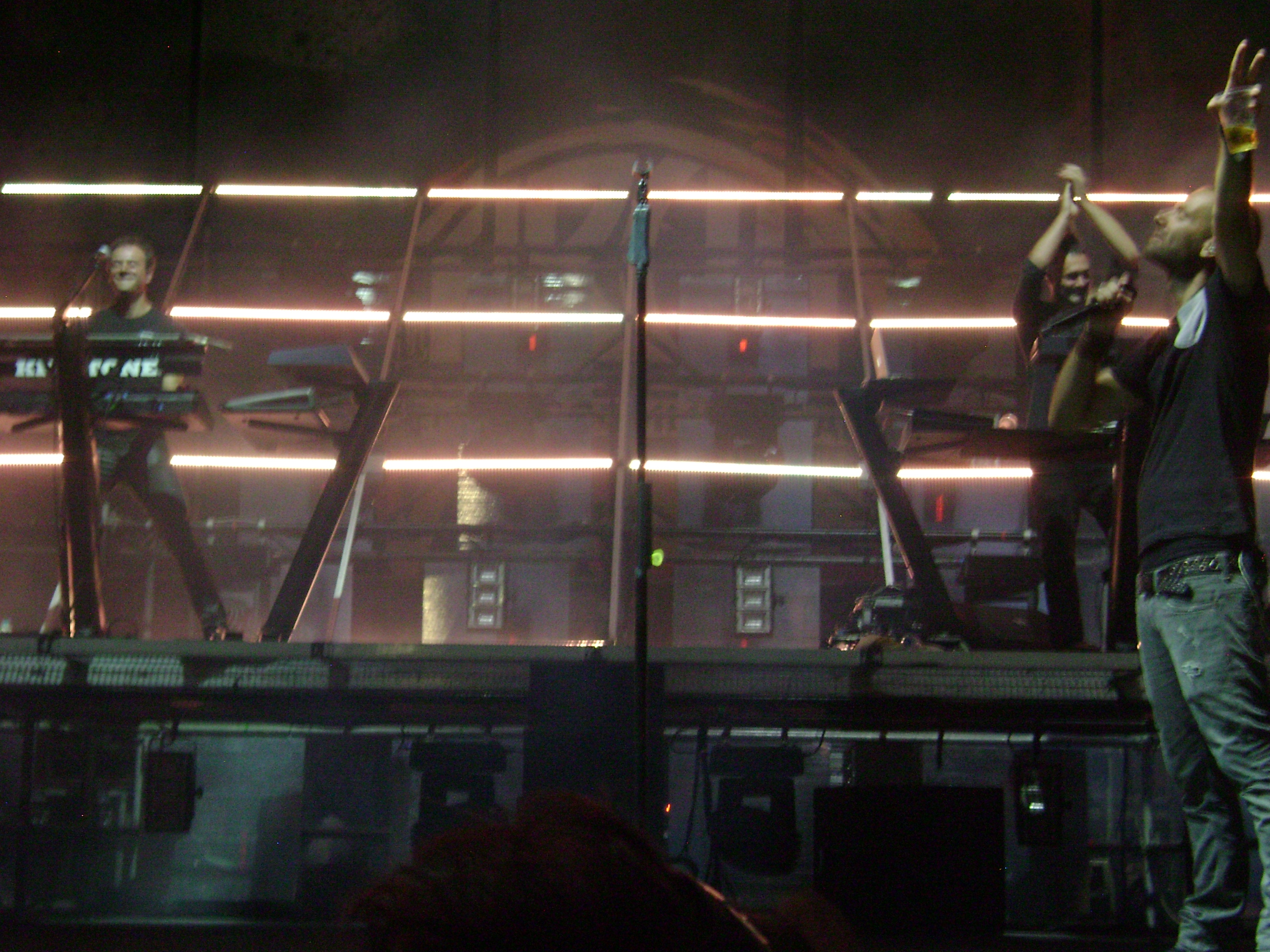
Marco Baroni, Alex Neri e Alex Uhlmann

- Alex Uhlmann - voce, chitarra (2011-presente)
- Marco Baroni - tastiera, pianoforte, sintetizzatore, programmazione (1999-presente) (Sarzana, 28 aprile 1970)
- Alex Neri - tastiera, sintetizzatore, campionatore (1999-presente) (Sarzana, 16 giugno 1970)

### Turnisti
- Dan Black - voce, chitarra (2002-2005, 2009, 2015-presente)
- Andrea Cozzani - basso (1999-2005, 2016 - presente)
- Luca Capasso - batteria (2011-presente)

### Ex componenti
- Sergio Della Monica - basso, chitarra (1999-2017) (Napoli, 8 dicembre 1959 - Roma, 18 febbraio 2018)
- Domenico "GG" Canu - chitarra (1999-2025) (Napoli, 1959 - Napoli, 26 maggio 2025)
- Alessandro Sommella - basso, voce (1999-2005)

### Ospiti
- John Graham - voce, piano e tastiere aggiuntivi, chitarra aggiuntiva (The Illogical Consequence e Planet Funk (Best Of))
- Raiz - voce (Non Zero Sumness e Planet Funk (Best of))
- Cecilia Chailly - arpa elettrica (The Illogical Consequence e Planet Funk (Best Of))
- Jim Kerr - voce (Non Zero Sumness)
- Auli Kokko - voce (Non Zero Sumness)
- Luke Allen - voce (Static)
- Jovanotti - voce (Static)
- Joel Edwards - voce nel tour dell'album Planet Funk (Best of)
- Giuliano Sangiorgi - voce (The Great Shake)
- Claudia Pandolfi - voce recitata (The Illogical Consequence)

## Discografia

### Album in studio
- 2002 - Non Zero Sumness
- 2005 - The Illogical Consequence
- 2006 - Static
- 2011 - The Great Shake